# قاموس البيانات

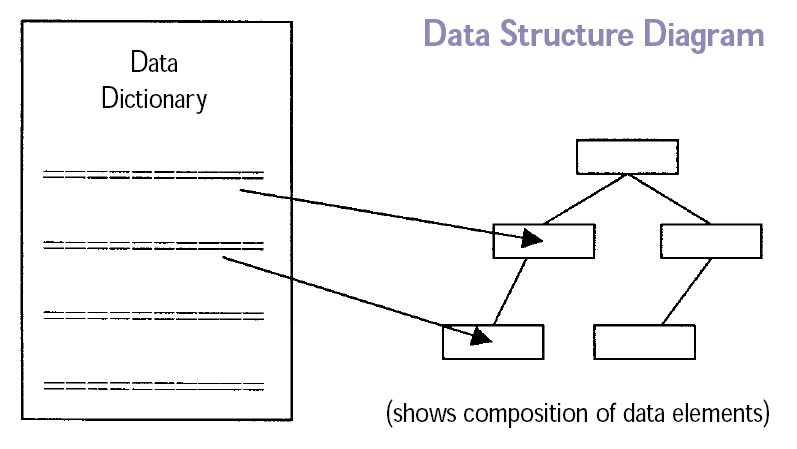

قاموس البيانات أو قاموس البيانات مصطلح حاسوبي خاص بقواعد البيانات، حيث يعرف كمجموع بيانات وصفية لازمة لتصميم قواعد البيانات العلائقية.
يحتوى قاموس البيانات على المعلومات المتعلقة بقاعدة البيانات
يجب ان يلزم إنشاء قاموس البيانات بالقواعد التالية:
- يجب ان يتضمن قاموس البيانات أسماء لحقول ذات قيمة غير قابلة للتجزئة.
- يجب ان لا يحتوى على أسماء ذات لفظ متجانس.
- تجمع البيانات على شكل مجموعات بيانية.
- يجب تعيين الاسم المُعَرف للمجموعة البيانية.

## قاموس البيانات
معجم البيانات أو مستودع البيانات الوصفية، كما تم تعريفها في قاموس IBM الحاسبات، هو «مستودع مركزي للمعلومات حول البيانات مثل معنى، والعلاقات إلى بيانات أخرى أو الأصل أو الاستخدام، والشكل.»  يمكن أن يكون مصطلح واحدة من عدة معاني ترتبط ارتباطا وثيقا المتعلقة بقواعد البيانات ونظم إدارة قواعد البيانات (DBMS):
- وثيقة تصف قاعدة بيانات أو مجموعة من قواعد البيانات
- جزءا لا يتجزأ من نظم إدارة قواعد البيانات المطلوبة لتحديد هيكلها
- قطعة من الوسيطة التي تمتد أو supplants قاموس البيانات الأصلية من نظم إدارة قواعد البيانات

قاموس البيانات الشروط ومستودع البيانات تشير إلى وجود البرمجيات فائدة أعم من كتالوج. ويقترن A كتالوج بشكل وثيق مع برنامج نظم إدارة قواعد البيانات. تقدم المعلومات المخزنة فيه للمستخدم وDBA، ولكن يتم الوصول إليها بشكل رئيسي من قبل مختلف وحدات البرنامج من نظم إدارة قواعد البيانات نفسها، مثل لغة تعريف البيانات وDML المجمعين، ومحسن الاستعلام، ومعالج الصفقة، مولدات التقرير، والقيد المنفذ. من ناحية أخرى، القاموس البيانات هو بنية البيانات الذي يقوم بتخزين البيانات الوصفية، أي (المنظم) بيانات عن البيانات. حزمة برامج لقاموس البيانات قائمة بذاتها أو مستودع البيانات قد تتفاعل مع وحدات البرنامج من نظم إدارة قواعد البيانات، ولكن يستخدم بشكل رئيسي من قبل المصممين والمستخدمين والمسؤولين في نظام الكمبيوتر لإدارة موارد المعلومات. الحفاظ على هذه النظم من المعلومات عن أجهزة النظام وبرامج التكوين والتوثيق وتطبيق والمستخدمين وكذلك المعلومات الأخرى ذات الصلة لإدارة النظام.
إذا تم استخدام نظام قاموس البيانات فقط من قبل المصممين والمستخدمين، والإداريين، وليس عن طريق البرامج DBMS، ويسمى في قاموس البيانات السلبي. خلاف ذلك، ويسمى في القاموس بيانات نشط أو قاموس البيانات. عند تحديث قاموس البيانات السلبي، وفعلت ذلك يدويا وبشكل مستقل عن أي تغييرات على نظم إدارة قواعد البيانات (قاعدة بيانات) هيكل. مع قاموس البيانات نشط، يتم تحديث القاموس الأول وتحدث تغييرات في نظم إدارة قواعد البيانات تلقائيا نتيجة لذلك.
يمكن للمستخدمين قاعدة البيانات ومطوري التطبيقات الاستفادة من وثيقة قاموس البيانات الموثوق أن كتالوجات المنظمة، المحتويات، والاتفاقيات قواعد بيانات واحدة أو أكثر. وهذا يشمل عادة أسماء وأوصاف مختلفة الجداول (سجلات أو الكيانات) ومحتوياتها (الحقول)، بالإضافة إلى تفاصيل إضافية، مثل نوع وطول كل عنصر من عناصر البيانات. آخر قطعة مهمة من المعلومات التي يمكن أن توفر قاموس البيانات هي العلاقة بين الجداول. ويشار إلى ذلك أحيانا في الرسوم البيانية الكيان-العلاقة، أو في حالة استخدام واصفات تعيين وتحديد مجموعات التي تشارك جداول قاعدة البيانات في.
في البيانات نشطة يمكن وضع قيود القاموس على البيانات الأساسية. على سبيل المثال، يمكن فرض المدى على قيمة البيانات الرقمية في عنصر بيانات (حقل)، أو سجل في جدول قد يضطر للمشاركة في علاقة مع آخر مجموعة السجلات نوع. بالإضافة إلى ذلك، قد نظم إدارة قواعد البيانات الموزعة لديهم تفاصيل المكان معينة موضح في غضون القاموس على بيانات نشط (على سبيل المثال حيث الجداول الموجودة فعليا).
يتكون قاموس البيانات من أنواع السجلات (الجداول) التي تم إنشاؤها في قاعدة البيانات من قبل أنظمة إنشاء ملفات الأوامر، مصممة خصيصا لدعم كل DBMS الخلفية. القيادة الملفات تحتوي على عبارات SQL للCREATE TABLE، CREATE INDEX UNIQUE، تغيير الجدول (لالتكامل المرجعي)، وما إلى ذلك، استخدام العبارة المحددة المطلوبة من قبل هذا النوع من قاعدة البيانات.
في بناء تطبيقات قواعد البيانات، يمكن أن يكون مفيدا لإدخال طبقة إضافية من البرمجيات قاموس البيانات، أي الوسيطة، التي يتصل مع الكامنة القاموس DBMS البيانات. مثل هذا «رفيع المستوى» قاموس البيانات قد توفر ميزات إضافية ودرجة من المرونة التي يتجاوز القيود المفروضة على «مستوى منخفض» القاموس البيانات الأصلي، الذي هو لدعم الوظائف الأساسية للنظم إدارة قواعد البيانات، وليس متطلبات الغرض الأساسي من تطبيق نموذجي. على سبيل المثال، يمكن للقاموس البيانات رفيعة المستوى توفر نماذج كيان العلاقة بديلة مصممة لتتناسب مع التطبيقات المختلفة التي تشترك في قاعدة بيانات مشتركة. الامتدادات إلى القاموس البيانات أيضا يمكن أن تساعد في تحسين أداء الاستعلام ضد قواعد البيانات الموزعة. وبالإضافة إلى ذلك، وغالبا ما الآلي وظائف DBA باستخدام أدوات إعادة الهيكلة التي تقترن بإحكام إلى قاموس البيانات النشط.
أطر البرامج التي تهدف إلى تطوير التطبيقات السريعة تشمل أحيانا مرافق قاموس البيانات على مستوى عال، والتي يمكن أن تقلل بشكل كبير من كمية البرمجة المطلوبة لبناء القوائم والنماذج والتقارير، وغيرها من عناصر تطبيق قاعدة البيانات، بما في ذلك قاعدة البيانات نفسها. على سبيل المثال، يتضمن PHPLens مكتبة فئة PHP لأتمتة إنشاء الجداول والأرقام القياسية، وقيود المفاتيح الخارجية تنقليا لقواعد بيانات متعددة. قاموس البيانات القائم على PHP آخر، وهي جزء من مجموعة أدوات RADICORE، تولد الأجسام البرنامج، ومخطوطات تلقائيا، ورمز SQL للقوائم واستمارات مع التحقق من صحة البيانات ومجمع ينضم. وبالنسبة للبيئة ASP.NET، يوفر قاموس البيانات قاعدة واحدة في مرافق DBMS عبر لإنشاء قاعدة بيانات الآلي، التحقق من صحة البيانات، وتعزيز الأداء (التخزين المؤقت واستخدام رقم قياسي)، تطبيق الأمن، وأنواع البيانات الموسعة. ميزات Visual DATAFLEX ]  ويوفر القدرة على استخدام DataDictionaries كملفات الطبقة لتشكيل طبقة وسطى بين واجهة المستخدم وقاعدة البيانات الأساسية. والقصد من ذلك هو إنشاء قواعد موحدة للحفاظ على سلامة البيانات وإنفاذ قواعد العمل طوال واحد أو أكثر ذات الصلة التطبيقات.
للمطورين استخدام وصفا البيانات مواصفات (DDS) لوصف سمات البيانات في ملف الأوصاف التي هي خارجة عن تطبيق البرنامج الذي يعالج البيانات، في سياق نظام IBM ط.